# Rozalija Taufferer
Rozalija baronica Taufferer pl. Weichselbach, poročena baronica Codelli pl. Fahnenfeld, kranjska pesnica, * 3. september 1852, Višnja Gora, † 17. januar 1938, Grad Kodeljevo, Ljubljana.

## Življenje in delo
Rozalija Taufferer je bila zadnja predstavnica znamenitega rodu baronov Tauffererjev na Kranjskem. Rodila se je na družinskem gradu Turn pri Višnji gori (nemško Weichselbach) in je bila tudi njegova zadnja lastnica. Leta 1873 se je poročila z baronom Karlom Codellijem, ki pa je že čez 5 let umrl. Kasneje se ni ponovno poročila. Njun sin Anton Codelli je bil znan izumitelj.
Baronica Rozalija Codelli je veliko pisala, vse v nemščini. Pisala je pesmi in feljtone, ki jih je objavljala v avstrijskih časopisih. Do zadnjih dni življenja je pisala dnevnik .  
Bila je predsednica Rdečega križa, ki so ga v Višnji Gori ustanovili leta 1914.